# Гаралов, Захид Ибрагим оглу
Захи́д Ибраги́м оглу́ Гара́лов (10 июля 1934, село Ормешан, Грузинская ССР — 7 января 2015, Германия) — азербайджанский общественный деятель и педагог; доктор педагогических наук (1994), профессор (1994); заслуженный учитель Азербайджанской ССР (1981).

## Биография
В 1956 году окончил физико-математический факультет Азербайджанского педагогического института. Работал директором средней школы в родном селе; в 1959—1961 гг. — первый секретарь Дманисского районного комитета комсомола.
В 1964 году окончил аспирантуру Азербайджанского педагогического института, после чего работал в Азербайджанском научно-исследовательском институте педагогических наук (младший, затем старший научный сотрудник, заведующий отделом, заместитель директора по научной части; в 1976—1984 годах — директора института).
В 1984—1987 гг. — заместитель министра просвещения Азербайджанской ССР, затем — директор Азербайджанского НИИ педагогических наук (1987—1995).
В 1995—2005 гг. — депутат Милли Меджлиса Азербайджанской Республики. Председатель Сабаильской районной организации правящей партии «Ени Азербайджан», член правления и Политсовета партии.
Умер от инсульта в одной из немецких клиник.

## Научная деятельность
Область научных исследований — проблемы организации образования, обучения и воспитания школьников.
В 1967 году защитил кандидатскую, в 1994 году — докторскую диссертации. Автор более 200 научных статей и свыше 60 монографий, учебников и учебных пособий.
Подготовил ряд кандидатов наук.

## Награды и признание
- Орден «Шараф» (9 июля 2014) — за заслуги в развитии педагогической науки в Азербайджане и плодотворную деятельность в общественно-политической жизни республики[4][5].
- Орден «Шохрат» (8 июля 2004) — за заслуги в научно-педагогической и общественно-политической деятельности в Азербайджанской Республике[6].
- Орден Трудового Красного Знамени.
- Медаль «Ветеран труда».
- Заслуженный учитель Азербайджанской ССР (1981).